# Bunceton
Bunceton – miasto w Stanach Zjednoczonych, w stanie Missouri, w hrabstwie Cooper.